# Филиалы Мосгортранса
В данной статье перечислены филиалы ГУП «Мосгортранс» города Москвы.

## Действующие филиалы

### Автобусы, электробусы и троллейбусы

#### Филиал Юго-Западный
Адрес: Новоясеневский проспект, 4, стр. 3
Основная площадка «Ясенево» на Новоясеневском проспекте, 4 (ранее 18-й автобусный парк).
Эксплуатационная площадка «Очаково» на Малой Очаковской улице, 8 (бывший 14-й автобусный парк).
Эксплуатационная площадка «Коньково» на улице Введенского, 6 (автобусно-электробусная; бывший 1-й автобусный парк). Площадка вновь вернулась в Филиал Юго-Западный с 23 ноября 2022 года после упразднения Филиала Черёмушкинский.
Эксплуатационная площадка «Красная Пахра» в поселении Краснопахорское, квартал № 92, 1, стр. 2 (автобусно-электробусная).

#### Филиал Северо-Восточный
Адрес: Бибиревская улица, 2
Основная площадка «Бибирево» на Бибиревской улице, 2 (автобусно-электробусная; ранее 3-й автобусный парк).
Эксплуатационная площадка «Марьина Роща» на Анненской улице, 25 (бывший 6-й автобусный парк).
Эксплуатационная площадка «Верхние Лихоборы» на Верхнелихоборской улице, 4 (электробусная; бывший 7-й автобусный парк).
Эксплуатационная площадка «Останкино» на улице Бочкова, 10 (электробусная; бывший 6-й троллейбусный парк).
Эксплуатационная площадка «Дангауэровка» на 5-й Кабельной улице, 1 (бывший 2-й автобусный парк).
Эксплуатационная площадка «Новокосино» на Проектируемом проезде № 326, 1, стр. 1 (электробусная; бывший Новокосинский автобусно-троллейбусный парк).
Эксплуатационная площадка «Гольяново» на Монтажной улице, 11 (бывший 10-й автобусный парк).
Эксплуатационная площадка на Новорязанской улице, 23 (бывший 4-й автобусный парк; переоборудуется в филиал музея «Московский транспорт»).
Эксплуатационная площадка на Салтыковской улице, 55 (электробусная)

#### Филиал Южный
Адрес: Каширское шоссе, 67

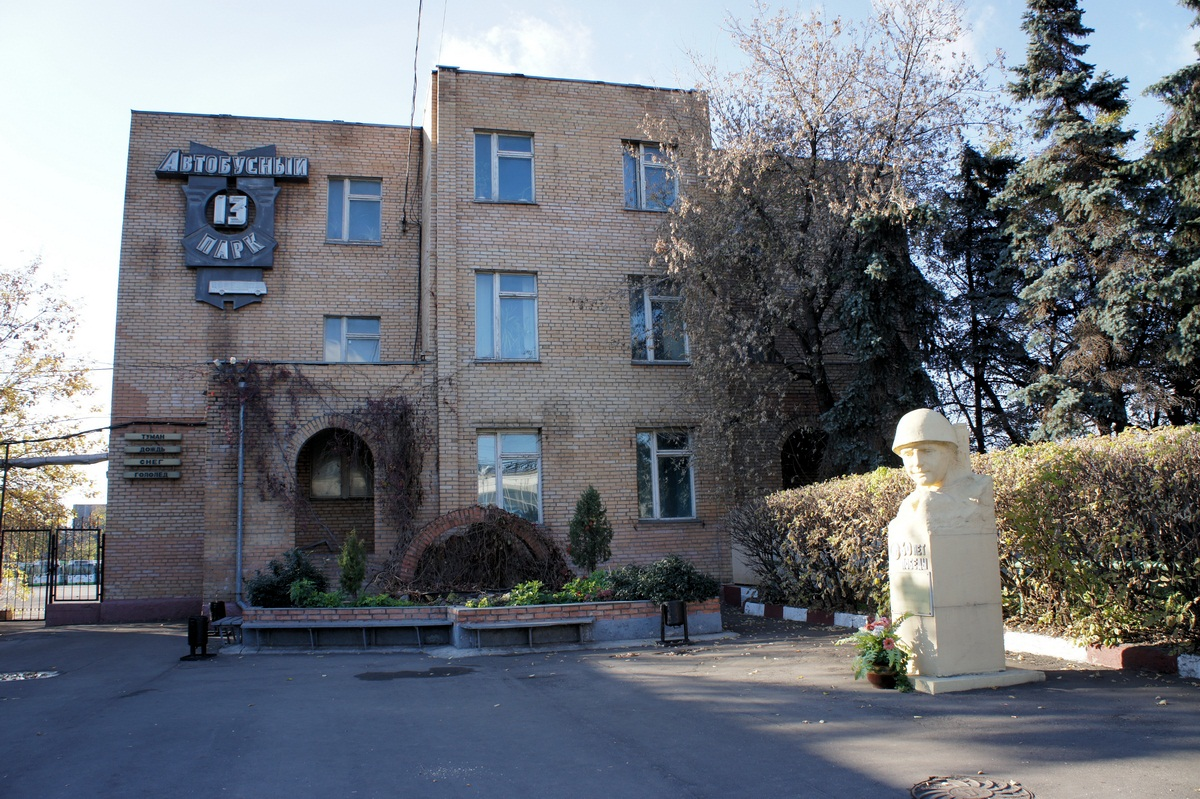
Бывший 13-й автобусный парк ГУП «Мосгортранс»

Филиал Южный образован 17 апреля 2016 года, до этой даты — 16-й автобусный парк. Первая очередь 16-й автобусного парка образована 27 ноября 1984 года.
В состав 16-го автобусного парка (ныне эксплуатационная площадка «Домодедовская») 1 февраля 2016 года вошёл ранее существовавший 9-й автобусный парк. Расположение площадки бывшего 9-го автобусного парка (ныне эксплуатационная площадка «Нагатино»): 2-й Нагатинский проезд, 8. 9-й автобусный парк был открыт 25 апреля 1962 года.
1 августа 2015 года в состав 9-го автобусного парка вошёл ранее существовавший 13-й автобусный парк. 13-й автобусный парк (эксплуатационная площадка «Андропова») был открыт 1 августа 1974 года под левобережной эстакадой Нагатинского метромоста (проспект Андропова, 20). В настоящее время о 13-м автобусном парке напоминает лишь эмблема на здании на проспекте Андропова, 20.
С 1 июля 2022 года к Филиалу Южный был присоединён бывший 17-й автобусный парк (ныне эксплуатационная площадка «Чертаново»; автобусно-электробусная). Нумерация автобусов — 1701хх-1711хх стали 1621хх, 1702xx-1712xx стали 1622хх, 1703хх-1713хх стали 1623хх, 1704хх-1714хх стали 1624хх, 1705хх стали 1625хх.

#### Филиал Северо-Западный
Адрес: Зеленоград, улица Академика Валиева, 11, стр. 1
Основная площадка «Зеленоградская» (ранее Зеленоградский автокомбинат).
Эксплуатационная площадка «Ховрино» на Левобережной улице, 6 (бывший 11-й автобусный парк).
Эксплуатационная площадка «Тушино» на Волоколамском шоссе, 112 (с 1 июля 2022 года; бывший 15-й автобусный парк и бывшая основная площадка Филиала Западный).
Эксплуатационная площадка «Митино» на улице Зенитчиков, 2 (электробусная).  Митинский автобусный парк
Эксплуатационная площадка «Фили» на улице Дениса Давыдова, 2 (автобусно-электробусная; ранее Филёвский автобусно-троллейбусный парк, ранее основная площадка Филиала Центральный).
Эксплуатационная площадка «Пресня» на Ходынской улице, 5 (бывший 5-й троллейбусный парк).
Эксплуатационная площадка «Сокол» на Ленинградском шоссе, 4 (электробусная; бывший 1-й троллейбусный парк).
Эксплуатационная площадка «Мнёвники» на 3-м Силикатном проезде, 9 (с 1 июля 2022 года; бывший 5-й автобусный парк и эксплуатационная площадка бывшего Филиала Западный).
Эксплуатационная площадка «Нагорная» на Электролитном проезде, д. 4 (автобусно-электробусная; с 23 ноября 2022 года; бывший 8-й троллейбусный парк и основная площадка бывшего Филиала Черёмушкинский).

## Закрытые, ликвидированные и присоединённые

### Автобусные филиалы

#### Площадка «Верхние Лихоборы» филиала Северо-Восточный (бывший 7-й автобусный парк)
Площадка «Верхние Лихоборы» полностью переведена на электробусы.

#### Филиал Западный
Ликвидирован 1 июля 2022 года. Площадка «Тушино» (бывший 15-й автобусный парк) вошла в состав Филиала Зеленоградский автокомбинат (Северо-Западный). Площадка «Мнёвники» (бывший 5-й автобусный парк) вошла в состав Филиала Центральный.

#### Филиал Черёмушкинский
Ликвидирован 23 ноября 2022 года. Площадка «Нагорная» (бывший 8-й троллейбусный парк) вошла в состав Филиала Центральный. Площадка «Коньково» (бывший 1-й автобусный парк) вновь вошла в состав Филиала Юго-Западный. Площадка «Нагатино» (бывший 7-й троллейбусный парк) законсервирована и будет расконсервирована в качестве трамвайного депо.

#### Филиал Восточный
Ликвидирован 15 января 2024 года. Площадки филиала вошли в состав филиала Северо-Восточный.

#### Филиал Центральный
Ликвидирован 1 мая 2025 года. Все площадки перешли в Филиал Северо-Западный.

### Троллейбусные предприятия

#### Троллейбусные парки

##### 4-й троллейбусный парк имени Щепетильникова
12 апреля 2014 года троллейбусный парк был окончательно закрыт. На территории бывшего парка ныне расположен фуд-молл «Депо Лесная».

##### 8-й троллейбусный парк
25 августа 2020 года троллейбусный парк был полностью переведён на автобусы — на этом история Московского троллейбуса, как транспортной системы подошла к концу. Был основан Филиал Черёмушкинский, впоследствии также ликвидирован.

#### Филиалы

##### Площадка Ленинградская филиала Центральный (бывший 1-й троллейбусный парк)
23 июня 2020 года эксплуатационная площадка полностью переведена на электробусы.

##### Площадка Новорязанская филиала Восточный (бывший 2-й троллейбусный парк)
23 июня 2017 года эксплуатационная площадка окончательно закрыта.

##### Площадка Давыдовская площадка филиала Центральный (бывший ФАТП)
11 ноября 2019 года эксплуатационная площадка полностью переведена на электробусы.

##### Площадка Ходынская филиала Центральный (бывший 5-й троллейбусный парк имени Артамонова)
10 мая 2020 года эксплуатационная площадка была полностью переведена на автобусы в составе этого же филиала. На эксплуатационную площадку прибыли 100 автобусов Mercedes-Benz Conecto из основной площадки, а также со всех филиалов и пара-тройка учебных автобусов ЛиАЗ-5292.22-01 — на эксплуатационной площадке начала работать целиком 3-я колонна.

##### Площадка Бочкова филиала Северо-Восточный (бывший 6-й троллейбусный парк)
9 сентября 2019 года эксплуатационная площадка была полностью переведена на электробусы.

##### Площадка Нагатинская 8-го троллейбусного парка (бывший 7-й троллейбусный парк)
25 августа 2017 года эксплуатационная площадка была окончательно закрыта.